# Éric Mouzat
Ne doit pas être confondu avec Virginie Mouzat.
Eric Mouzat (né en Auvergne) est un écrivain français. 

## Biographie
Eric Mouzat fait des études de lettres modernes, puis de linguistique et philosophie du langage en troisième cycle universitaire. Professeur à l'Université Clermont-Auvergne, il enseigne l'Expression-Communication à l'école d'ingénieurs Polytech Clermont-Ferrand. En plus de l'écriture, il réalise et produit plusieurs courts-métrages. Eric Mouzat défend en outre les droits de l'Homme en œuvrant depuis de nombreuses années pour Amnesty International. 

## Œuvre
Eric Mouzat commence à écrire très jeune, publiant de nombreuses nouvelles dans des périodiques régionaux. Son œuvre est éclectique : nouvelles (dont certaines ont été primées), romans, livres d'art et de photographies, livres régionalistes, scénarios de films, romans érotiques depuis 2001. 
Son écriture, aux accents parfois féminins, témoigne d'une volonté d'explorer la psychologie et les ambiguïtés sexuelles de ses personnages. Les relations complexes des couples modernes sont le centre de ses principaux romans érotiques. Les personnages féminins de ses romans ne sont jamais totalement féminins, les personnages masculins jamais totalement masculins, probablement comme nous le sommes tous au fond de nous que nous l'assumions ou non[réf. nécessaire]. Pour lui, l'acte sexuel n'est qu'un prétexte pour explorer l'Homme au même titre qu'un quelconque genre littéraire. Cependant l'acte sexuel permet d'étudier le désir et le plaisir, ingrédients essentiels du bonheur[réf. nécessaire].

## Citations
1. Le mot "chien" ne mord pas (Ode à trois)
2. Ce soir-là, dans un élan de sensualité, lorsque je la vis brosser ses longs cheveux noirs à l'endroit même de son infidélité, je fus tenté de tout lui raconter, de lui avouer mon attrait pour les hommes et le trouble que j'éprouve à voir une femme se faire caresser par un autre que moi (Petits arrangements conjugaux)
3. Vivre libre c'est accepter d'être ce que l'on est. On vit d'autant plus libre que c'est difficile à assumer

### Livres
- Petites Confidences estudiantines, La Bagatelle, mai 2014
- Les 7 Péchés capiteux, Editions Blanche, septembre 2012[1]
- Carnets sexuels d'une femme de ménage, La Musardine, mai 2012
- La Connexionneuse, poche, La Musardine, 2011
- Je t'en supplie trompe-moi encore, La Musardine, 2011
- Education Seximental, "J'ai lu", 2011
- Brigitte cherche bonheur désespérément, La Musardine, 2009
- Scènes d'amour à trois personnages, La Musardine, 2008
- L'Appel du désir, Éditions Blanche, 2008
- Tes désirs sont des ordres, J'ai lu, 2008 (réédition de Ode à trois)
- Petits Arrangements conjugaux, La Musardine, 2007
- Confessions d'une femme impudique, Le Cercle, 2007
- La Randonnée, Editions D2000, 2004
- Cabanes de jardins, Editions D2000, 2003
- Visages des jardins d'Auvergne, en collaboration avec Jérôme Beaucourt, Editions D2000, 2002
- La Lutherie, une divine passion, en collaboration avec Fabrice Planchat, Editions D2000, 2002
- Ode à trois, Editions Blanche, 2001
- Une pour toutes, Editions D2000, 2000

### Nouvelles primées
- Le Silence des cafards, publiée dans un recueil collectif "Passerelles", 2007
- Larmes, publiée dans un recueil collectif "Eaux troubles", 2006
- Les Larmes de mon père, publiée dans un recueil collectif "Menu", 2005
- Marcher dans la nuit, publiée dans un recueil collectif "Bleu", 2004

### Nouvelles dans ouvrages collectifs
- "E pericoloso sporgersi", 20 histoires de première fois, Collection "Osez", La Musardine, 2010
- "Lui, elle et moi", 20 histoires de fellation, Collection "Osez", La Musardine, 2010
- "Baklavas", 20 histoires de quick-sex, Collection "Osez", La Musardine, 2011

### Articles
- Les Valeurs de vérité de l'interprétation, Revue Romane, 1998
- Sens et Contexte, Revue Romane 1999

### Courts-métrages
- La Convocation, Bel Productions, 2005
- En théorie, Calamar Productions, 2007